# Tre donne (sèrie de televisió)
Tre donne és un cicle de tres pel·lícules per a televisió el 1971, dirigida per Alfredo Giannetti i protagonitzades per Anna Magnani.

## La Sciantosa
La sciantosa és la primera pel·lícula del cicle, emesa a Programma Nazionale el 26 de setembre de 1971.

### Argument
Durant la Gran Guerra Flora Bertuccioli, ja no jove diva del cafè-chantant a l'avinguda Sunset i en risc de ser desnonada de casa seva a Torí, rep l'oferta de cantar per als soldats al front.

A la seva arribada és rebuda pel jove soldat Tonino Apicella, que juntament amb tres soldats més formen la trontollada orquestra encarregada d'acompanyar les cançons de Flora.
Quan puja a l'escenari i s'adona que el seu públic està format per joves soldats ferits i mutilats, l'assalta la indignació i l'emoció: es nega a cantar la marxa militar, li arrenca el Tricolor del cos i entona ' O overdato 'nnammurato d’Aniello Califano. L'espectacle, però, s'interromp per un bombardeig i tothom intenta salvar-se.
L'endemà al matí, la Flora i el Tonino, després d'haver pujat al cotxe del comandant, creuen que ara estan salvats, però en aquell moment passa un avió enemic per sobre. La Flora protegeix el jove Tonino amb el seu cos i és metrallada fins a la mort.

### Intèrprets i personatges
- Anna Magnani: Flora Bertucciolli,artísticament Flora Torres
- Massimo Ranieri: Tonino Apicella
- Rosita Pisano: Cristina
- Nico Pepe: Saporetti
- Mario Molli: Biagio
- Peppino Mangione: Major Boldrini
- Renato Romano: Capità Acerbi
- Carlo Dori: Lo scritturale
- Francesco D'Amato: L'oficial elegant
- Nino Drago: Tinent Malaspina
- Benito Artesi: L'ajudant major
- Vittorio Fanfoni: Mion
- Luigi Barbini: El soldat romà
- Ennio Peres: Cesetti
- Roberto Della Casa: El fotògraf
- Antonio Puddu: L'operador telefònic
- Franca Haas: La professora de piano
- Nino Formicola: L'agutzil
- Luigi Uzzo: membre de l'orquestra
- Gigio Morra: membre de l'orquestra
- Sergio Valentini: membre de l'orquestra
- Gianfranco Barra: membre de l'orquestra

## 1943: Un incontro
1943: Un incontro és la segona pel·lícula del cicle, emesa a Programma Nazionale el 3 d'octubre de 1971.

### Argument
A la Roma de 1943 ocupada pels alemanys, la infermera Jolanda Morigi es troba casualment i acull a casa seva el tinent Stelvio Parmegiani, un desertor de la guerra.
Entre tots dos sorgeix un sentiment que els porta a compartir les dificultats de l'ocupació nazi. Així recorren al mercat negre, recorrent el camp amb bicicleta a la recerca de menjar. Quan arriba la nit es refugien en una masia amb uns desplaçats. Al matí els sorprenen els alemanys que s'apoderen de tot. Stelvio cedeix a les provocacions d'un soldat i té lloc una baralla al final de la qual és carregat en un camió i se l'emporten.
Jolanda aconsegueix tornar-lo a veure per un breu moment, de nit, en un tren ple de deportats que es dirigeix a Alemanya.

### Intèrprets i personatges
- Anna Magnani: Jolanda Morigi
- Enrico Maria Salerno: Stelvio Parmeggiani
- Raffaele Giangrande: L'edifici principal
- Fiammetta Baralla: La dona gran del refugi
- Mario Siletti: El general monàrquic
- Nietta Zocchi: La comtessa
- Alberto Plebani: El metge cap de l'hospital
- Lionello Salari: El jove metge
- Manfred Freyberger: el suboficial alemany
- Ivan Angeli: L'intèrpret
- Enrico Salvatore: El conductor del tramvia
- Eugenio Galadini: L'orfebre
- Pippo Mosca: El sabater
- Zi' Ngilino Sartoris: El carterista negre
- Ettore Icarino: El nen dels ous
- Giuseppina Carlini: L'agent de bitllets del tramvia
- Evy Boccone: La dona petita amb la bossa negra
- Pier Paolo Capponi: El ferrocarril

## L'automobile
L'automobile és la tercera i última pel·lícula del cicle, emesa a Programma Nazionale el 10 d'octubre de 1971.

### Argument
Anna Mastronardi és una exprostituta madura que s'ha convertit, amb el pas dels anys, en una mena d'institució per a la vida nocturna romana, tant és així que s'autoanomena la comtessa. D'altra banda, però, la dona se sent sola i sense objectius. Per això decideix comprar un cotxe per trobar un nou interès, per satisfer la seva necessitat de sentir-se com una dona realitzada i per destacar davant de tota la gent de Via Veneto.
Amb aquesta finalitat, el seu amic Gigetto l'ajuda donant-li classes de conducció. L'Anna està entusiasmada amb el seu cotxe, un Fiat 850 Spider, que literalment tracta com una filla, però amb les alegries aviat també comencen els problemes, com la por obsessiva d'un robatori o una avaria, o la comparació amb el trànsit estressant de la ciutat i amb els tràmits d'assegurances, que per a ella són quasi incomprensibles.
Per celebrar la compra del cotxe, però, l'Anna se'n va de viatge sola a Ostia. A la tornada fa pujar a dos homes, un dels quals diu conduir: l'Anna, encara que a contracor, accepta, i de seguida es penedeix, ja que el jove provoca un greu accident i el cotxe es queda al centre de la carretera bolcat per un costat.
La policia de trànsit s'apressa i arresta els dos homes i intenta tranquil·litzar l'Anna, que es veu commocionada per l'accident i els danys que ha patit el seu cotxe que, entre altres coses, ha bloquejat completament el trànsit. La resta de motoristes de la cua, ansiós per veure el partit o escoltar-lo per la ràdio, s'impacienten i empenyen el cotxe de l'Anna fins a la vora de la carretera, deixant-lo amb les rodes en l'aire. El trànsit continua circulant amb normalitat.

### Intèrprets o personatges
- Anna Magnani: Anna Mastronardi
- Vittorio Caprioli: Gigetto
- Christian Hay: Lou
- Donato Castellaneta: Guidino
- Renato Malavasi: Matteo
- Romualdo Farinelli: El maître
- Pupo De Luca: L'istrcttor de l'autoescola
- Leonardo Severini : ing. Rolando Meccacini
- Ettore Geri: l'alemany
- Giggetto Pietravalle: L'empleat de Fiat.
- Luigi Zerbinati: El cambrer
- Egidio Unmarino: El transeünt davant del concessionari
- Anna Lina Alberti: La dona del transeünt davant del concessionari
- Alberto Bindo: El viatger
- Francesca Lionti: La dona del viatger
- Orlando Carnieri: L'asseguradora
- The Romans: complex de clubs nocturns
- Pietro Ceccarelli: motorista enfadat